# Linanthus arenicola
Linanthus arenicola là một loài thực vật có hoa trong họ Polemoniaceae. Loài này được (M.E. Jones) Jeps. & V. L. Bailey mô tả khoa học đầu tiên năm 1943.